# Catada orthogramma
Catada orthogramma är en fjärilsart som beskrevs av George Francis Hampson. Catada orthogramma ingår i släktet Catada och familjen nattflyn. Inga underarter finns listade i Catalogue of Life.